# فرمت خواندنی برای انسان

فرمت خواندنی

فرمت خواندنی برای انسان یک نمایش از داده یا اطلاعات است که برای انسان قابل خواندن باشد .
در رایانش ، داده قابل خواندن برای انسان معمولاً به صورت نمایش باینری تا به فرم اسکی (استاندارد) یا یونی‌کد رمزگذاری می‌گردد . در عمل همه داده‌ها را می‌توان با یک رایانه یا ماشین مجهز و برنامه‌ریزی شده تجزیه کرد; دلیل اینکه فرمت باینری را به جای فرمت متن انتخاب می‌کنند معمولاً به خاطر مشکلات ذخیره آن هست چون این گونه نمایش بایت‌های کمتری می‌گیرد و دسترسی  به آن‌ها  را کارآمدتر و بدون نیاز به تجزیه یا تبدیل می‌کند.
نمایش دیگر فرمت خواندنی برای ماشین است که برای خوانده شدن توسط دستگاه‌های الکترونیکی ، مکانیکی یا نوری یا کامپیوتر است .برای مثال خواندن بارکد برای انسان بسیار مشکل است اما با تجهیزات مناسب می‌توان آن را خواند. بیشتر استفاده بارکد برای خرده‌فروشی‌ها است اما در همان جا معمولاً یک نمایش دیگر به فرمی که انسان هم بتواند آن را بخواند وجود دارد.
با ظهور استانداردسازی ،زبان‌های نشانه‌گداری شده سطح بالا ، مانند اکس‌ام‌ال ، کاهش هزینه ذخیره‌سازی داده‌ها و شبکه‌های سریع‌تر و ارزان‌تر تبادل داده‌ها ، الان اشتراک میان چیزهایی که انسان می‌تواند بخواند و چیزهایی که ماشین می‌تواند بخواند بیشتر گشته‌است. علاوه بر این این نمایش‌های ساخت یافته می‌توانند  به‌طور مؤثر برای انتقال یا ذخیره‌سازی فشرده شوند.
سازمان‌های بسیاری تعریف داده‌هایی که انسان می‌تواند بخواند (به انگلیسی: human-readable data) و چیزهایی که ماشین می‌تواند بخواند  (به انگلیسی: machine-readable data) را برای خود برای استفاده در نرم‌افزارهای حوزه خود استانداردسازی کرده‌اند ، مانند اتحادیه جهانی پست
گاهی  چیزهایی که انسان می‌تواند بخواند (به انگلیسی: human-readable) برای توصیف اصطلاحاتی به کار می‌رود که چون اصل آن بلند یا پیچیده است از کوتاه شذه آن استفاده می‌شود مانند نشانی وب